# Valfisken (stjärnbild)
Valfisken (Cetus  på latin) är en stor stjärnbild på den södra stjärnhimlen och ekliptikan. Stjärnbilden är en av de 88 moderna stjärnbilderna som erkänns av den internationella astronomiska unionen.

## Historik
Stjärnbilden var känd i Mesopotamien tusen år före Kristus och var förknppad med den mytologiska draken Tiamat.
Stjärnbilden var med när stjärnbilderna listades av astronomen Klaudios Ptolemaios på 100-talet e. Kr. i hans samlingsverk Almagest. 
Kartritare på 1500- och 1600-talet, som Petrus Plancius och Johann Bayer, tecknade Cetus som en märklig blandning av val och sjömonster. Stjärnbilden finns på den del av himlavalvet som kallas för Vattnet där man också hittar Floden Eridanus, Fiskarna och Vattumannen.

## Mytologi
Enligt mesopotamisk mytologi var Tiamat en kvinnlig monstergestalt som förknippades med saltvatten. När Tiamat förenade sig med Apsu, sötvattnet, uppstod livet. Tiamat dödades av guden Marduk som skapade världen av hennes kropp. Tiamat är också den första kända "drakgestalten" i historien.
Inom den grekiska mytologin var Ceto (valfisken) en gudinna över havets dolda faror. Ceto var dotter till Pontus (Havet) och Gaia (Jorden). Stjärnbilden Valfisken förknippas även med det havsmonster som Perseus räddade Andromeda från.

## Stjärnor

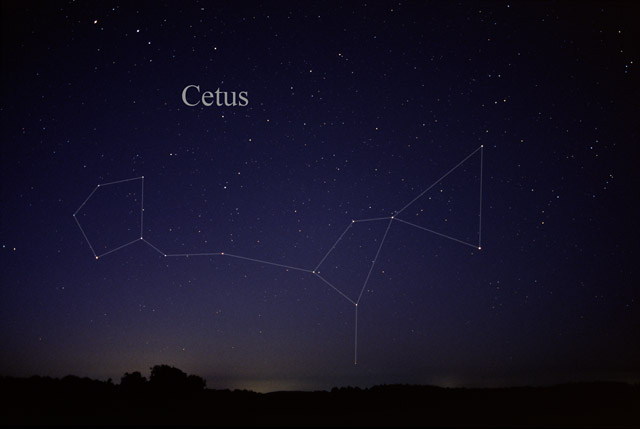
Stjärnbilden Valfisken (Cetus) som den kan ses med blotta ögat.

Valfisken är en stjärnbild som innehåller flera spännande stjärnor.
- β - Deneb Kaitos (Diphda, Beta Ceti) är ljusstarkast med magnitud 2,01. Den är en orange jätte  av spektralklass K0 III, som håller på att utvecklas till en röd jätte.[2] Egennamnet Deneb Kaitos kommer från arabiska Al Dhanab al Ḳaiṭos al Janūbīyy, som betyder “Valfiskens södra stjärt”.
- α - Menkar (Menkab, Alfa Ceti) är en riktigt gammal röd jättestjärna, med magnitud 2,54. Alfa Ceti förekommer ofta i science fiction. I Star Trek: The Original Series är Alfa Ceti V den planet där Khan och hans besättning är strandsatta. I Star Trek: Enterprise är samma planet tillflykt för mänskligheten sedan Xindi utplånat jorden.
- ο - Mira (Omikron Ceti) är onekligen stjärnbildens mest intressanta stjärna. Mira var den första periodiska variabla stjärnan som upptäcktes och är en så kallad röd variabel stjärna, och typstjärna för Miravariabler. En variabeltyp till vilken i början av 2000-talet cirka 6500 stjärnor räknas. David Fabricius upptäckte variabeln i augusti 1596. Misstanken om variationerna i ljusstyrka bekräftades så småningom, men först 1667 av den polske astronomen Johannes Holwarda. Mira varierar i ljusstyrka under en 330 dagars lång period och är i vissa maximum Valfiskens ljusstarkaste stjärna med magnitud 2,0.[12]
- τ - Tau Ceti är en annan stjärna som ofta nämns i science fiction, eftersom den liknar solen både i massa och spektraltyp och finns i vår närhet. Tau Ceti är den 17:e närmaste stjärnan. I Isaac Asimovs roman Stålgrottorna (1954) är den innersta planeten hos Tau Ceti den första exoplaneten som mänskligheten koloniserar. [13] Allra först att befolka Tau Ceti var emellertid en annan amerikansk science fiction-författare, Lyon Sprague de Camp, i novellsamlingen The Queen of Zamba (1949).[14] Tau Ceti är av spektralklass G8.5 och sålunda en gul dvärgstjärna precis som solen, med magnitud 3,5.

## Djuprymdsobjekt

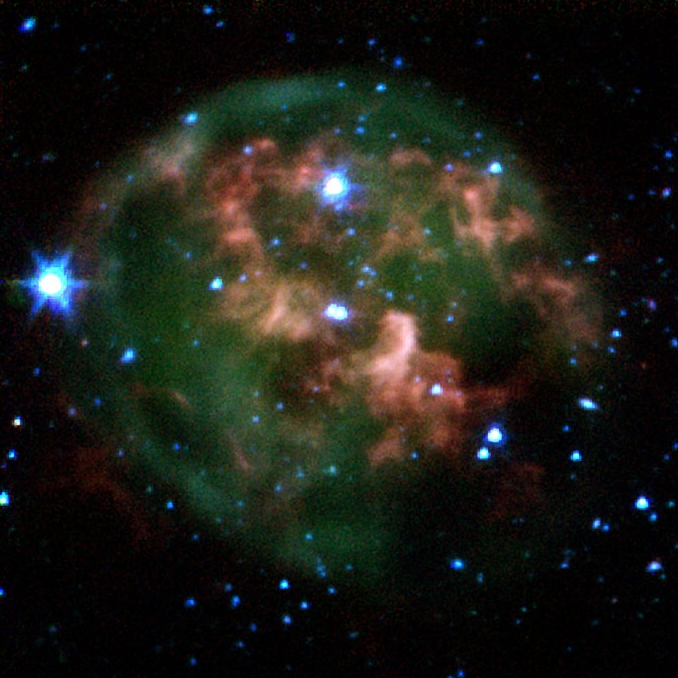
Ett fotografi i infrarött av NGC 246, taget med Spitzerteleskopet.

Stjärnbilden har ett antal intressanta objekt, varav ett Messierobjekt.

### Galaxer
- Messier 77 (NGC 1068) är den ljusstarkaste galaxen i Valfisken, en stavgalax av magnitud 8,87. Den är också en av de största galaxerna som listas i Charles Messiers katalog.[15]
- NGC 17, NGC 34 är spiralgalaxer.
- NGC 45 och NGC 47 är stavgalaxer. Den senare upptäcktes 1886 av den tyske astronomen Ernst Wilhelm Leberecht Tempel. Den upptäcktes även något senare av den amerikanske astronomen Lewis A. Swift och fick då katalogbeteckningen NGC 58 innan misstaget upptäcktes.
- NGC 247 (Caldwell 62) är en spiralgalax på 11,1 miljoner ljusårs avstånd, som är bunden till NGC 253 i Bildhuggarens stjärnbild.
- NGC 417 är en elliptisk galax.
- NGC 800, NGC 908 och NGC 1042 är spiralgalaxer.
- NGC 1055 är en spiralgalax endast 0,5 grader nordnordost om Messier 77. Galaxen är en känd radiokälla.
- IC 1613 (Caldwell 51) är en oregelbunden dvärggalax.

### Nebulosor
- NGC 246 (Caldwell 56) är en planetarisk nebulosa som bland amatörastronomer fått smeknamnet Pacman-nebulosan på grund av sin likhet med Pacmanfiguren.

## Landskapsstjärnbild
Valfisken är Bohusläns landskapsstjärnbild.